# Anthony Edwards (basket-ball)
Pour les articles homonymes, voir Anthony Edwards (homonymie) et Edwards.
Anthony Edwards, né le 5 août 2001 à Atlanta dans l'État de Géorgie, est un joueur américain de basket-ball. Mesurant 1,93 m pour 102 kg, il évolue au poste d'arrière voire d'ailier pour les Timberwolves du Minnesota en National Basketball Association (NBA).
Il est sélectionné en première position de la draft 2020 de la NBA après une saison universitaire avec les Bulldogs de la Géorgie.

## Enfance et début au basket-ball

### Jeunesse
Edwards passe sa jeunesse à Atlanta, en Géorgie. À l'âge de trois ans, son père lui donne le surnom de "Ant". Pendant une grande partie de son enfance, Edwards joue au football américain aux postes de running back, de quaterback et de cornerback. Il joue dans les équipes de jeunes pour les Vikings d'Atlanta et est devenu l'un des meilleurs running backs du pays à l'âge de 10 ans. Cependant, Edwards se concentre sur le basket-ball parce qu'il « pensait que cela avait l'air plus amusant » après avoir vu ses frères pratiquer ce sport. Il joue souvent au basket-ball contre ses frères chez leur grand-mère.

### Lycée
Anthony Edwards commence à jouer au basket-ball au lycée Therrell d'Atlanta. Début janvier 2017, il est transféré à l'école préparatoire Holy Spirit à Atlanta. Il dit alors avoir pris cette décision dans le but d'améliorer ses résultats scolaires car ce nouveau lycée avait « des classes de petite taille et plus de soutien ». Dans sa dernière année de lycée, ses moyennes sont de 26 points, 10 rebonds et 3 passes décisives par match. Edwards est alors membre de la première équipe All-USA de USA Today. Il joue au McDonald's All-American Game en mars 2019 et au Jordan Brand Classic en avril 2019.

### Université

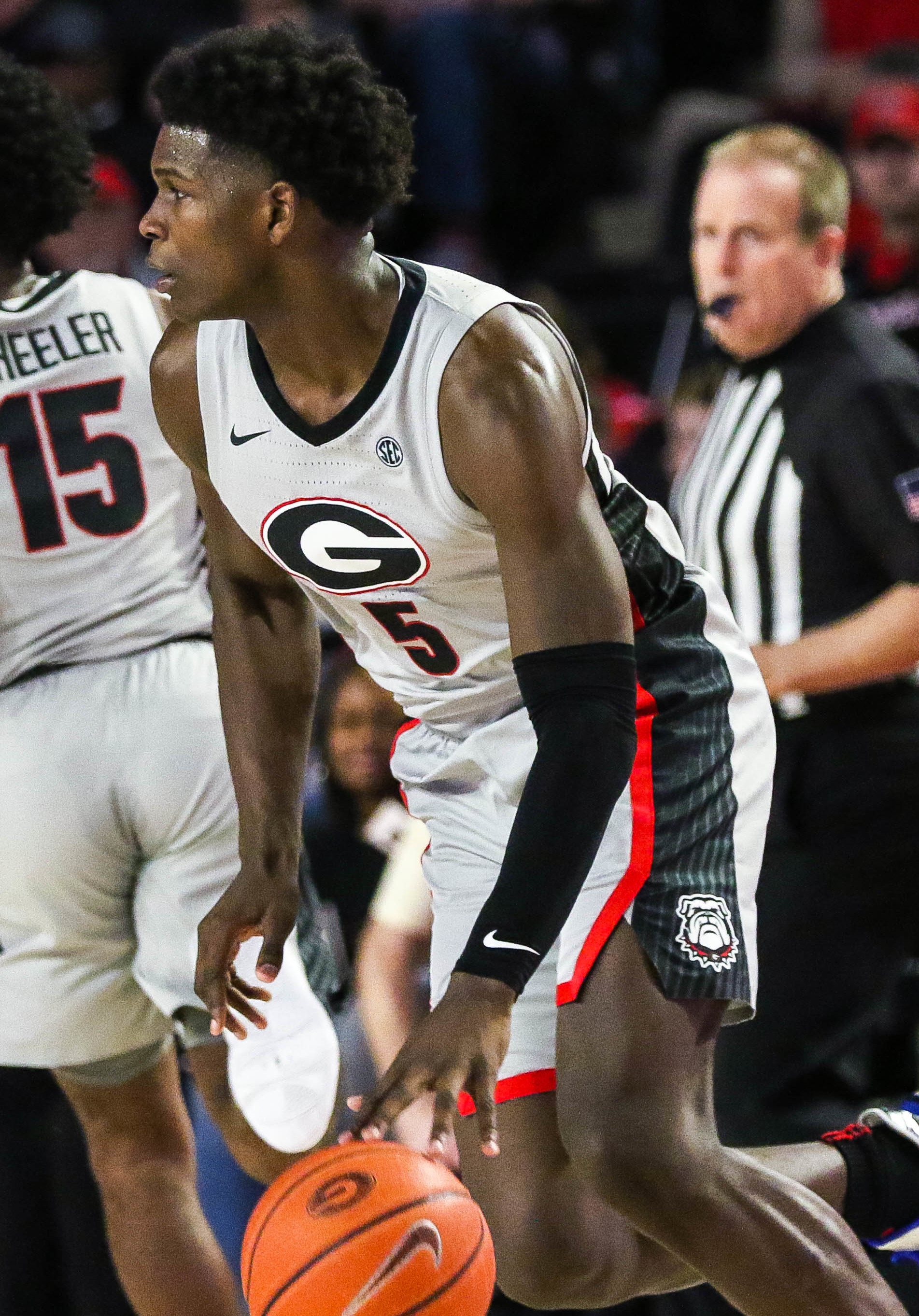
Anthony Edwards en février 2020

Anthony Edwards rejoint l'université de Géorgie et s'inscrit dans un cursus en marketing.
Le 5 novembre 2019, Edwards fait ses débuts avec les Bulldogs de la Géorgie, enregistrant 24 points, 9 rebonds et 4 interceptions lors d'une victoire de 91 à 72 contre Catamounts de la Caroline-Occidentale (en). Il s'agit du plus grand nombre de points marqués par un débutant de première année (freshman) en Géorgie depuis Dominique Wilkins, en 1979. Le 26 novembre, il établit son record personnel à 37 points, dont 33 en seconde période, et prend 6 rebonds, fait 4 interceptions et 3 contres dans une défaite de 93 à 85 contre les Spartans de Michigan State, troisième au Maui Invitational. Edwards devient le premier étudiant de première année des Bulldogs à marquer au moins 37 points dans un match depuis Jacky Dorsey (en) en 1975.
Au cours de son année d'université, il tourne en moyenne à 19,1 points, 5,2 rebonds et 2,8 passes décisives par matchs,.
Le 20 mars 2020, Edwards se déclare candidat à la draft 2020 de la NBA. Il est alors l'un des espoirs les plus attendu de sa classe d'âge.

## Carrière NBA

### Timberwolves du Minnesota (depuis 2020)

#### 2020-2021
Le 18 novembre 2020, lors de la draft NBA, Anthony Edwards est sélectionné en première position par les Timberwolves du Minnesota. En raison de la pandémie de Covid-19, la draft est alors déplacée de 5 mois.
Il joue son premier match NBA le 23 décembre 2020, contre les Pistons de Détroit, et marque 15 points, prend 4 rebonds et fait 4 passes décisives en 25 minutes. Le 18 mars suivant, il marque 42 points, prend 7 rebonds et fait 3 passes décisives contre les Suns de Phoenix. Il devient alors le 3e plus jeune joueur de la ligue à marquer plus de 40 points dans un seul match.
Lors de sa première saison avec les Timberwolves, Anthony Edwards termine deuxième de la course au NBA Rookie of the Year, derrière LaMelo Ball, et est nommé dans la NBA All-Rookie First Team.

#### 2021-2022: premiers playoffs
Le 10 novembre 2021, il marque 48 points, dont 7 paniers à 3 points, dans une défaite 123 à 110 contre les Warriors de Golden State.
Le 25 janvier 2022, lors d'une victoire de 109 à 107 contre les Trail Blazers de Portland, Edwards devient le premier joueur de l'histoire de la NBA à enregistrer une ligne de statistiques d'au moins 40 points, 9 rebonds, 3 contres, 3 interceptions et 5 tirs à 3 points. Il est alors le seul joueur avec Carmelo Anthony à avoir marqué 40 points sans passes décisives, à 20 ans ou moins.
Il établit un nouveau record en carrière en avril 2022 en inscrivant 49 points face aux Spurs de San Antonio.
Le 16 avril 2022, Edwards découvre les playoffs NBA pour la première fois de sa carrière : mais les Timberwolves sont éliminés au premier tour par les Grizzlies de Memphis.

#### 2022-2023: premier All-Star Game
Durant l'intersaison, en septembre 2022, Edwards publie une vidéo sur Instagram faisant référence à un groupe d'hommes torse nu debout sur un trottoir avec des insultes homophobes. La NBA lui inflige une amende de 40 000 $ pour avoir utilisé « un langage offensant et désobligeant ».
Le 21 janvier 2023, il marque 44 points, dont 8 paniers à 3 points, ainsi que 6 rebonds, 4 passes décisives, 3 interceptions et 3 contres dans une victoire 113 à 104 contre les Rockets de Houston.
Le 10 février 2023, il est nommé All-Star pour la première fois de sa carrière : lui et De'Aaron Fox sont annoncés comme remplaçants des stars blessées Stephen Curry et Zion Williamson.
Le 9 avril, lors du match de play-in tournament, qualificatif pour les playoff 2023, Edwards enregistre 26 points, 13 rebonds, 4 passes décisives, 4 interceptions et 4 contres pour aider les Timberwolves à battre les Pelicans de La Nouvelle-Orléans 113 à 108. Les Wolves sont alors huitième tête de série dans le tournoi de playoffs de la Conférence Ouest.
À partir du 16 avril, Anthony Edwards affronte avec son équipe les futurs champion NBA, les Nuggets de Denver. Lors du deuxième match de la série, Edwards inscrit 41 points dans une défaite 122 à 113. Ses 41 points sont également un record de franchise des Timberwolves pour le plus grand nombre de points marqués dans un match éliminatoire, dépassant le précédent record de 40 de Sam Cassell.
Le 21 avril, lors du troisième match du premier tour des séries éliminatoires, Edwards marque 36 points dans une défaite de 120 à 111 contre les Nuggets. Il rejoint Kobe Bryant avec le deuxième plus grand nombre de matchs éliminatoires avec au moins 30 points avant d'avoir 22 ans.
Dans le quatrième match, Edwards marque 34 points, prend six rebonds, fait cinq passes décisives, deux interceptions, trois contres et a marqué un panier à 3 points pour mener les Timberwolves à une victoire 114 à 108 en prolongation.
Lors du cinquième match, les Timberwolves sont éliminés par les Nuggets, malgré une performance de 29 points, 8 rebonds, 7 passes décisives et 2 contres d'Edwards. Alors que les Nuggets menaient 112-109 dans les dernières secondes du match, Edwards manque un 3 points égalisateur au buzzer.
En juillet 2023, il signe une extension de contrat de 260 millions de dollars sur cinq ans avec les Wolves.

#### 2023-2024
Le 13 novembre 2023, Edwards est nommé joueur de la semaine de la Conférence Ouest de la NBA pour la première fois de sa carrière après avoir mené son équipe à une semaine sans défaite (4-0) avec des moyennes de 31,3 points, 6,3 rebonds, 6,8 passes décisives et 2,0 interceptions.
Le 1er février, Edwards est sélectionné pour son deuxième All-Star Game en tant que remplaçant de la Conférence Ouest. Le 9 avril, il inscrit son plus grand nombre de points en carrière avec 51 lors de la victoire 130 à 121 contre les Wizards de Washington.
Les Timberwolves font une bonne saison et terminent 3e de la Conférence Ouest. Pour la troisième année consécutive, Anthony Edwards joue donc les playoffs. Au premier tour, il rencontre les Suns de Phoenix de son idole de jeunesse, Kevin Durant. Lors du premier match, il est l'auteur de 33 points, 6 passes décisives, 9 rebonds, et 2 interceptions, dans une victoire 120-95 pour les Wolves. Lors de l'interview d'après match, il dit : « C'est [Kevin Durant] mon joueur favori all-time. Donc c'était probablement l'un des meilleurs sentiments que j'ai pu avoir dans toute ma vie ». Lors du dernier match de cette série, il inscrit 40 points. Sur la série remportée par les Timberwolves, les statistiques d'Edwards sont de 31 points, 8 rebonds, 6,3 passes décisives et 2 interceptions.
En demi-finale de la conférence Ouest, il retrouve l'équipe qui l'a éliminé l'année précédente, les Nuggets de Denver. Lors du premier match, il inscrit 42 points, battant ainsi le record de points d'un joueur de son équipe sur un match de playoffs. Il rejoint Kobe Bryant comme seul joueur de moins de 22 ans avec deux matchs consécutif de playoffs dans lesquels il marque plus de 40 points. Lors du quatrième match entre les deux équipes, il bat à nouveau le record de points d'un joueur des Timberwolves en playoffs, en inscrivant 44 points auxquels il ajoute 5 rebonds, 5 passes décisives, 2 interceptions et 1 contre.
Pour la première fois de sa carrière, il joue les finale de conférence, une première pour les Timberwolves depuis 2004. Malgré des statistiques intéressantes lors des 5 matchs de cette finale, avec en moyenne par matchs 24,6 points, 8,8 rebonds, 7,8 passes décisives et 1 interception, son équipe s'incline contre les Mavericks de Dallas 4 matchs à 1.
Lors des récompenses de fin de saison, Edwards est nommé dans la All-NBA Second Team. Il finit 7e du vote pour le MVP de la saison, ainsi que 8e du NBA Clutch Player of the Year.

#### 2024-2025: confirmation au plus haut niveau
Lors de la saison 2024-2025, Anthony Edwards consolide son statut de leader des Timberwolves et de star montante de la NBA. Ses moyennes sont de 27,6 points, 5,8 rebonds et 4,6 passes décisives par match en 67 rencontres de saison régulière.
Le 4 janvier 2025, Edwards établit un nouveau record personnel en inscrivant 53 points, dont 10 tirs à trois points, lors d'une défaite 119-105 contre les Pistons de Détroit. Le 25 janvier, il devient le joueur ayant réussi le plus de tirs à trois points dans l'histoire des Timberwolves, dépassant Karl-Anthony Towns avec un total de 976 réussites, lors d'une victoire 133-104 face aux Nuggets de Denver.
Il est sélectionné pour la troisième fois consécutive au All-Star Game en tant que remplaçant de la Conférence Ouest. En février, il enchaîne trois matchs consécutifs à plus de 40 points : 49 points contre les Bulls de Chicago le 5 février, 41 points contre les Rockets de Houston le 6 février, et 44 points contre les Cavaliers de Cleveland le 10 février. Cette série lui permet de devenir le premier joueur de l'histoire des Timberwolves à réaliser trois matchs consécutifs à 40 points ou plus
Le 10 avril, Edwards inscrit 44 points, dont 18 lors du troisième quart-temps, contribuant à un record de franchise avec 52 points marqués par les Timberwolves dans cette période, lors d'une victoire 141-125 contre les Grizzlies de Memphis.
Le 13 avril, dans un match crucial pour la qualification directe en playoffs, il marque 43 points contre le Jazz de l'Utah, garantissant aux Timberwolves la sixième place de la Conférence Ouest et leur évitant le tournoi de play-in.

## Team USA

### Coupe du monde 2023
Anthony Edwards est membre de l'équipe de basket-ball des États-Unis et participe à la Coupe du monde 2023. Il est titulaire sur les 8 rencontres, et marque en moyenne 18,9 points par matchs, soit la meilleure moyenne de son équipe. L'équipe perd en demi-finale contre les futurs champions, l'équipe d'Allemagne 111 à 113. Edwards marque 23 points et prend 8 rebonds lors de ce match. Il est désigné dans l'équipe-type de la compétition (en).

### Jeux olympiques de Paris 2024
Il est sélectionné dans la liste des 12 joueurs pour les Jeux olympiques de Paris 2024 avec Stephen Curry, LeBron James et Kevin Durant. Bien que plusieurs fois titulaire lors des matchs de préparation, pour compenser la blessure de Kevin Durant, le retour de ce dernier au début du tournoi olympique oblige Edwards à retourner sur le banc. Pour autant, il continue à contribuer fortement aux victoires de son équipe, comme lors du match de poule contre Porto Rico, où il inscrit 26 points, prend 3 rebonds, fait 3 passes décisives et 2 interceptions, permettant à son équipe de s'imposer 104 à 83.
En quart de finale, contre le Brésil, il fournit à nouveau un bon match en sortie de banc, avec 17 points, 5 rebonds, 2 passes décisives et 1 interception. Son match suivant, en demi-finale, contre la Serbie, est beaucoup moins bon : il n'inscrit que 2 points, dans un match serré que Team USA remporte à la fin, grâce à une grosse performance de Stephen Curry notamment,.
En finale contre la France, il retrouve son coéquipier en club Rudy Gobert. Mais sa performance au match précédent conduit le sélectionneur américain Steve Kerr à le faire moins jouer. De plus, la taille importante des joueurs français (Wembanyama, Gobert, Yabusele, ...) ne lui permettent pas de développer son style de jeu, en attaquant le panier directement. Il inscrit tout de même 8 points, prend 1 rebond et fait 1 interception lors de ce match, qui se conclue par une victoire des États-Unis 98 à 87,. Edwards devient donc champion olympique.

## Palmarès

### Universitaire
- Second-team All-SEC (2020)
- SEC Freshman of the Year (2020)
- McDonald's All-American Team (2019)
- Jordan Brand Classic (2019)
- Ballislife All-American (2019)

### NBA
- 3 sélections au All-Star Game en 2023, 2024 et 2025.
- 2 fois All-NBA Second Team en 2024 et 2025.
- NBA All-Rookie First Team en 2021[51].
- Rookie du mois de la Conférence Ouest (3 fois) : mars, avril et mai 2021[52].

### Sélection nationale
- Élu dans le cinq majeur de la Coupe du monde 2023.
- Médaillé d'or aux Jeux olympiques d'été de 2024.

## Statistiques

### Universitaires
Les statistiques d'Anthony Edwards en matchs universitaires sont les suivantes :
| Saison    | Équipe   | Matchs | Titul. | Min./m | % Tir | % 3pts | % LF | Rbds/m. | Pass/m. | Int/m. | Ctr/m. | Pts/m. |
| --------- | -------- | ------ | ------ | ------ | ----- | ------ | ---- | ------- | ------- | ------ | ------ | ------ |
| 2019-2020 | Géorgie  | 32     | 32     | 33,0   | 40,2  | 29,4   | 77,2 | 5,20    | 2,80    | 1,30   | 0,60   | 19,10  |
| Carrière  | Carrière | 32     | 32     | 33,0   | 40,2  | 29,4   | 77,2 | 5,20    | 2,80    | 1,30   | 0,60   | 19,10  |

### Professionnelles

#### Saison régulière
| Leader de la ligue |

| Saison        | Équipe        | Matchs | Titul. | Min./m | % Tir | % 3pts | % LF | Rbds/m. | Pass/m. | Int/m. | Ctr/m. | Pts/m. |
| ------------- | ------------- | ------ | ------ | ------ | ----- | ------ | ---- | ------- | ------- | ------ | ------ | ------ |
| 2020-2021     | Minnesota     | 72     | 55     | 32,1   | 41,7  | 32,9   | 77,6 | 4,70    | 2,90    | 1,10   | 0,50   | 19,30  |
| 2021-2022     | Minnesota     | 72     | 72     | 34,3   | 44,1  | 35,7   | 78,6 | 4,80    | 3,80    | 1,50   | 0,60   | 21,30  |
| 2022-2023     | Minnesota     | 79     | 79     | 36,0   | 45,9  | 36,9   | 75,6 | 5,80    | 4,40    | 1,60   | 0,70   | 24,60  |
| 2023-2024     | Minnesota     | 79     | 78     | 35,1   | 46,1  | 35,7   | 83,6 | 5,40    | 5,10    | 1,30   | 0,50   | 25,90  |
| 2024-2025     | Minnesota     | 79     | 79     | 36,3   | 44,7  | 39,5   | 83,7 | 5,70    | 4,50    | 1,20   | 0,60   | 27,60  |
| Carrière      | Carrière      | 381    | 363    | 34,8   | 44,5  | 36,1   | 79,8 | 5,30    | 4,10    | 1,30   | 0,60   | 23,90  |
| All-Star Game | All-Star Game | 2      | 0      | 14,8   | 72,7  | 0,0    | –    | 2,50    | 1,00    | 0,00   | 0,00   | 8,00   |

#### Playoffs
| Saison   | Équipe    | Matchs | Titul. | Min./m | % Tir | % 3pts | % LF | Rbds/m. | Pass/m. | Int/m. | Ctr/m. | Pts/m. |
| -------- | --------- | ------ | ------ | ------ | ----- | ------ | ---- | ------- | ------- | ------ | ------ | ------ |
| 2022     | Minnesota | 6      | 6      | 37,8   | 45,5  | 40,4   | 82,4 | 4,20    | 3,00    | 1,20   | 1,20   | 25,20  |
| 2023     | Minnesota | 5      | 5      | 39,7   | 48,2  | 34,9   | 84,6 | 5,00    | 5,20    | 1,80   | 2,00   | 31,60  |
| 2024     | Minnesota | 16     | 16     | 40,6   | 48,1  | 40,0   | 81,4 | 7,00    | 6,50    | 1,50   | 0,60   | 27,60  |
| 2025     | Minnesota | 15     | 15     | 39,0   | 45,3  | 35,4   | 71,9 | 7,80    | 5,50    | 1,10   | 0,70   | 25,30  |
| Carrière | Carrière  | 42     | 42     | 39,5   | 46,8  | 37,7   | 78,8 | 6,60    | 5,50    | 1,40   | 0,90   | 26,90  |

Mise à jour le 30 mai 2025

## Records sur une rencontre en NBA
Les records personnels d'Anthony Edwards en NBA sont les suivants, :
| Record de la franchise |

| Type de statistique        | Saison régulière | Saison régulière        | Saison régulière | Playoffs | Playoffs                 | Playoffs      |
| Type de statistique        | Record           | Adversaire              | Date             | Record   | Adversaire               | Date          |
| -------------------------- | ---------------- | ----------------------- | ---------------- | -------- | ------------------------ | ------------- |
| Points                     | 53               | @ Pistons de Détroit    | 4 janvier 2025   | 44       | Nuggets de Denver        | 12 mai 2024   |
| Paniers marqués            | 18               | @ Pacers de l'Indiana   | 7 mars 2024      | 17       | @ Nuggets de Denver      | 4 mai 2024    |
| Paniers tentés             | 35               | @ Pacers de l'Indiana   | 7 mars 2024      | 29       | @ Nuggets de Denver      | 4 mai 2024    |
| Paniers à 3 points réussis | 10               | 2 fois                  | 2 fois           | 7        | @ Suns de Phoenix        | 28 avril 2024 |
| Paniers à 3 points tentés  | 16               | Rockets de Houston      | 21 janvier 2023  | 13       | @ Suns de Phoenix        | 28 avril 2024 |
| Lancers francs réussis     | 17               | 2 fois                  | 2 fois           | 14       | Lakers de Los Angeles    | 27 avril 2025 |
| Lancers francs tentés      | 18               | 3 fois                  | 3 fois           | 17       | Lakers de Los Angeles    | 27 avril 2025 |
| Rebonds offensifs          | 5                | 2 fois                  | 2 fois           | 2        | @ Nuggets de Denver      | 4 mai 2024    |
| Rebonds défensifs          | 13               | Heat de Miami           | 24 novembre 2021 | 9        | @ Mavericks de Dallas    | 28 mai 2024   |
| Rebonds totaux             | 14               | 2 fois                  | 2 fois           | 10       | 2 fois                   | 2 fois        |
| Passes décisives           | 12               | @ Spurs de San Antonio  | 27 janvier 2024  | 12       | Warriors de Golden State | 13 mai 2025   |
| Interceptions              | 6                | 2 fois                  | 2 fois           | 3        | 2 fois                   | 2 fois        |
| Contres                    | 4                | 2 fois                  | 2 fois           | 3        | 3 fois                   | 3 fois        |
| Balles perdues             | 8                | 4 fois                  | 4 fois           | 6        | Suns de Phoenix          | 20 avril 2024 |
| Minutes jouées             | 48               | @ 76ers de Philadelphie | 27 novembre 2021 | 45       | 2 fois                   | 2 fois        |

- Double-double : 35 (dont 4 en playoffs)
- Triple-double : 0

Dernière mise à jour : 13 mai 2025

## Salaires
Les gains de Anthony Edwards en carrière sont les suivants :
| Saison      | Équipe                    | Salaire       |
| ----------- | ------------------------- | ------------- |
| 2020-2021   | Timberwolves du Minnesota | 9 757 440 $   |
| 2021-2022   | Timberwolves du Minnesota | 10 245 480 $  |
| 2022-2023   | Timberwolves du Minnesota | 10 733 400 $  |
| 2023-2024   | Timberwolves du Minnesota | 13 534 817 $  |
| Total Gains | Total Gains               | 44 271 137 $  |
| 2024-2025   | Timberwolves du Minnesota | 35 500 000 $  |
| 2025-2026   | Timberwolves du Minnesota | 38 340 000 $  |
| 2026-2027   | Timberwolves du Minnesota | 41 180 000 $  |
| 2027-2026   | Timberwolves du Minnesota | 44 020 000 $  |
| 2028-2029   | Timberwolves du Minnesota | 46 860 000 $  |
| Total       | Total                     | 250 171 137 $ |

- (P) : option joueur

Il signe son contrat rookie le 2 décembre 2020, ce dernier est d'une valeur de 44 271 137 $ sur 4 ans avec des options d'équipe pour les 3e et 4e années de contrat.
Le 23 septembre 2023 alors qu'il entame sa 4e et dernière année de contrat rookie, il signe un nouveau contrat avec les Timberwolves du Minnesota d'une valeur de 205 900 000 $ sur 5 ans.

## Vie privée
Son demi-frère (côté paternel) est Rajah Caruth (en), un pilote de Nascar Truck.
En 2015, sa mère Yvette et sa grand-mère Shirley meurent toutes les deux d'un cancer en l'espace de 8 mois. Depuis, il porte le numéro 5 sur son maillot, pour leur rendre hommage (les deux sont décédés un 5 du mois),. Après leur mort, Edwards est élevé par sa sœur, Antoinette, et son frère, Antoine, qui partagent alors tous deux sa garde légale.
En 2022, il est l'un des acteurs principaux du film Le Haut du panier.
En décembre 2023, Paige Jordae, une mannequin d'Instagram, accuse Edwards de l'avoir mise enceinte, puis de lui avoir offert 100 000 $ pour se faire avorter. Jordae publie des captures d'écran de SMS avec Edwards. Les captures d'écran, initialement publiées sur l'histoire Instagram de Jordae, comprenaient également une capture d'écran d'un virement bancaire en attente de 100 000 $, effectué le 27 novembre 2023. Edwards répond dans un communiqué de presse : « Je gère mes affaires personnelles en privé et je ne ferai plus de commentaires à ce sujet pour le moment. »